# Cacupira
Cacupira is een kevergeslacht uit de familie van de boktorren (Cerambycidae). De wetenschappelijke naam van het geslacht werd voor het eerst geldig gepubliceerd in 1991 door Martins & Galileo.

## Soorten
Cacupira omvat de volgende soorten:
- Cacupira iodina (Bates, 1881)
- Cacupira tucurui Martins & Galileo, 1991